# Opisthotrema cochleotrema
Opisthotrema cochleotrema är en plattmaskart. Opisthotrema cochleotrema ingår i släktet Opisthotrema och familjen Opisthotrematidae. Inga underarter finns listade i Catalogue of Life.